# Вугленосний район
Вугленосний район — частина площі в межах вугільного басейну, виділення якої зумовлене геологічними (наприклад, тектонічною будовою) або адміністративно-господарськими особливостями.